# Ryan O’Connell
Ryan O’Connell (* 2. September 1986 im Ventura County, Kalifornien) ist ein US-amerikanischer Autor, Schauspieler, Filmproduzent und LGBTQ-Aktivist, der sich für die Rechte von Menschen mit Behinderung einsetzt.

## Leben

### Privates
O’Connell wuchs in Ventura County, Kalifornien auf. Seit seiner Geburt hat er eine milde Form der Infantilen Zerebralparese (ICP), die sich darin äußert, dass seine rechte Körperhälfte gelähmt ist. Aufgrund der ICP war er als Kind mehrmals im Krankenhaus und wurde häufig physiotherapeutisch behandelt.
Schon als Kind beschäftigte sich O’Connell mit dem Schreiben, außerdem spielte er in der Highschool in verschiedenen Theaterstücken mit. Später entschied er sich aber gegen das Schauspielern, da ihm positive Vorbilder mit Behinderung fehlten.
Mit 17 outete sich O’Connell als homosexuell, über die Entdeckung seiner Homosexualität sagte er:

“I remember seeing Ryan Phillippe’s ass and being like, “That’s the most beautiful thing I’ve ever seen in my life.” And then being, like, “Oh, fuck me. I’m gay and disabled, this is so rude.””

„Ich erinnere mich wie ich Ryan Philippes Arsch sah und dachte: „Das ist das Schönste, was ich je in meinem Leben gesehen habe.“ Und dann: „Oh verdammt, ich bin schwul und behindert, das ist so gemein.““

Mit 20 wurde O’Connell von einem Auto angefahren und musste viermal an der Hand operiert werden. In der Folge entwickelte er an der linken Hand ein Kompartmentsyndrom. Neun Monate später zog er nach New York und schrieb sich an The New School ein.
Seit 2015 ist O’Connell mit dem Produzenten Jonathan Parks-Ramage in einer Beziehung.

### Wirken
2011 begann O’Connell als Blogger für Thought Catalog zu arbeiten. Er veröffentlichte Artikel bei Vice, BuzzFeed und in der New York Times. Mit 25 Jahren wurde so der Verlag Simon & Schuster auf ihn aufmerksam und machte ihm ein Angebot. 2015 schrieb der die Kolumne „Coming Out of the Disabled Closet“ (deutsch sinngemäß: Coming-out als Mensch mit Behinderung) für Thought Catalog, die davon handelt wie er seine eigene Behinderung mit den Folgen des Autounfalls versteckte. Diese Kolumne war Grundlage für seine Autobiografie. Während er an dieser Autobiografie schrieb zog er nach Los Angeles um und arbeitete dort als Drehbuchautor für die MTV-Serie Awkward.
Im Jahr 2015 veröffentlicht er seine Autobiografie I’m Special: And Other Lies We Tell Ourselves.
2016 entwickelte O’Connell auf Grundlage seiner Biografie das Drehbuch für die erste Staffel Ein besonderes Leben. Die Serie wird von Jim Parsons Produktionsfirma That’s Wonderful Productions produziert und finanziert, O’Connell ist Executive Producer. Aufgrund des knappen Budgets entschied er sich die Rolle des Ryan Haynes mit sich selbst zu besetzen. 2017 schrieb O’Connell ein Drehbuch für die satirische Serie Daytime Divas.
Die Human Rights Campaign zeichnete O’Connell im Jahr 2019 mit dem HRC Visibility Award für sein Engagement für Menschen mit Behinderung und LGBTQ. Im Juni 2019 wurde Ein besonderes Leben bei den 71. Primetime Emmy Awards als beste Kurzserie – Komödien und Dramen nominiert, O’Connell erhielt eine Nominierung in der Kategorie Bester Darsteller in einer Kurzserie – Komödie oder Drama.

## Veröffentlichungen

### Schriften
- I’m Special: And Other Lies We Tell Ourselves. New York: Simon and Schuster, 2015.
- Just by looking at him: a novel. New York: Simon and Schuster, 2022.

### Filmografie (Auswahl)
Als Drehbuchautor
- 2012: Red Hook
- 2014–2016: Awkward – Mein sogenanntes Leben (Awkward. Fernsehserie, 15 Folgen)
- 2017–2019: Will & Grace (Fernsehserie, 16 Folgen)
- 2019–2021: Ein besonderes Leben (Special, Fernsehserie, 11 Folgen)

Als Produzent
- 2019–2021: Ein besonderes Leben (Special, Fernsehserie, 16 Folgen)

Als Schauspieler
- 2019–2021: Ein besonderes Leben (Special, Fernsehserie, 16 Folgen)
- 2022: Queer as Folk (Fernsehserie)

## Auszeichnungen
Primetime-Emmy-Verleihung 2019
- Nominierung in der Kategorie Beste Kurzserie – Komödie oder Drama für Ein besonderes Leben
- Nominierung in der Kategorie Bester Darsteller in einer Kurzserie – Komödie oder Drama für die Darstellung von Ryan Hayes in Ein besonderes Leben

Writers Guild of America Awards 2020
- Preisträger in der Kategorie Beste neue Kurzserie für Ein besonderes Leben[12]